# 사이고사쓰

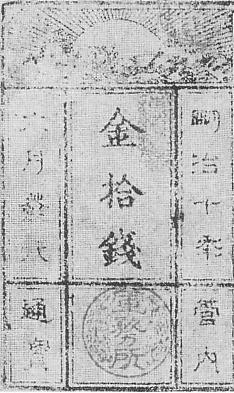
사이고사쓰(앞면)

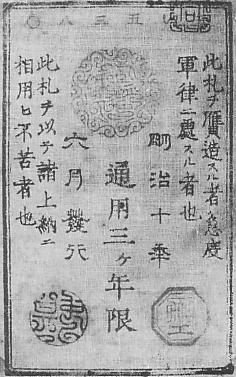
사이고사쓰(뒷면)

사이고사쓰(西鄕札)이란, 일본 메이지 시대 초기 세이난 전쟁(西南戰爭) 중에 사이고 다카모리(西鄕隆盛)가 이끌던 사이고군(사쓰군薩軍)에 의해 군비 조달 목적으로 발행되었던 전시용 정권(証券)이자 군용수표(군표軍票)이다. 일본 최초의 군표로 소개되기도 하는데, 이를 발행한 사이고군이 메이지 신정부에 반란을 일으키고서 발행한 것이므로 엄밀하게는 군표라고 부를 수 없다는 지적도 있다.
일본의 소설가 마쓰모토 세이초(松本淸張)의 동명의 소설로도 알려져 있다.

## 개요
세이난 전쟁이 시작된 1877년(메이지 10년), 사이고군(사쓰군)측의 전쟁 비용은 불명확하지만, 당시 금액으로 70만 엔이었다고도 하고 100만 엔이었다고도 한다.
사쓰마(薩摩) 지역의 상인들로부터 군비를 조달받기 위해, 초기 단계에서는 오야마 쓰나요시(大山綱良)가 관금(官金) 15만 엔을 준비하는 동시에, 사족(士族)들의 상사(商社)인 '고토에시(承惠社)', '부이쿠시(撫育社)' 등을 통해 발행한 증권 고토에시사쓰(承惠社札)를 부유한 상인들에게 매각하여 6만 엔을 조달하는 것 외에, 경찰비로써 주민들로부터 돈을 상납받는 경우도 있었다. 고토에시사쓰에는 5엔ㆍ1엔ㆍ반엔의 세 종이 있었다고 하나 5엔권은 현재 확인되지 않고 1엔과 반엔권만 현존이 확인되고 있다.
그러나 이후 가고시마와의 연락도 끊어지고 군자금 부족은 더욱 심각해졌다. 이에 사이고군이 1877년에 발행한 것이 이른바 '사이고사쓰'였다. 이는 기리노 도시아키(桐野利秋) 등의 발안에 의한 것이었다. 사이고사쓰의 발행 기간은 1877년 7월 7일부터 31일까지로 총 발행액은 17만 엔이었다고 한다. 다만 발행 기간에 대해서는 그 해 6월부터 8월까지이고, 발행 금액도 《사쓰마 혈루사》(薩南血涙史) 기록 등을 들어 14만 1,420이라고 한 자료도 있어서 정확하게 알 수 없다.
'사쓰(札, 종이)'라는 이름과는 달리 실제로는 천을 써서 만든 '포폐(布幣)'로서, 한랭사(寒冷紗)라는 얇은 비단을 두 장 겹치고 그 사이에 종이를 끼워 견고하게 만든 것으로, 종이(와지)의 원료를 입수하는 것이 곤란해졌던 까닭에 종이의 겉면에 한랭사를 덧대서 제조한 것이다. 또한 내수성이 있는 흑칠 잉크를 써서 황양(黄楊)으로 만든 목판으로 인쇄했다.
통용 기간이 3년이었던 불환지폐로 《사쓰마 혈루사》에 따르면 10엔(담황색)ㆍ5엔(쥐색)ㆍ1엔(연노란색)ㆍ50전(담황색)ㆍ20전(누런색)ㆍ10전(남색)의 여섯 종이 있었지만 발행 초부터 돈으로서의 신용이 부족했던 데다, 전황이 갈수록 사이고군에 불리하게 악화되면서 그 가치는 더욱 떨어졌다. 그나마 소액권은 다소 유통된 것도 있었다고 전해지지만 10엔ㆍ5엔 같은 고액권은 사이고 다카모리 자신의 신망(내지는 사이고군의 군사력)을 배경으로 실효지배하던 지역 내에서 무리하게 통용시키고 있던 것이었다. 미야자키(宮崎) 지방 등지에서는 거의 협박으로 떠넘기다시피 해서 통용시킨 경우도 있었다.
사이고사쓰는 사이고군의 패배와 함께 그 가치를 완전히 잃었고, 메이지 신정부는 사이고사쓰의 사용을 금지하였다. 메이지 정부로부터의 보상도 없었기 때문에, 사이고사쓰를 많이 맡은 상가가 몰락하는 일도 벌어지는 등, 세이난 전쟁 기간 동안 사이고군의 지배하에 있던 지역의 경제에 큰 타격을 주었다. 다만 고토에시사쓰는 이듬해인 1878년(메이지 11년)에 정부에 의해 상환되었다.

## 영향
사이고사쓰는 사이고 다카모리의 신망에 힘입어 일부 사람들로부터는 '부적'으로서 귀하게 여겨졌다고도 한다. 오사카(大阪)에서는 사이고사쓰의 소유권을 둘러싼 재판이 벌어지기도 했다.
사이고사쓰 대부분은 메이지 정부에 의해 몰수되어 폐기처분되었으므로 현존하는 것은 적다(대신 화폐 수집가들 사이에서는 굉장한 레어아이템으로 고액으로 거래되고 있다). 고토에시사쓰도 5엔권은 현재 남아있지 않은 데다 1엔권ㆍ반엔권의 2종에 대해서도 현존 수량이 적어 지금도 일본에서는 그 화폐에 매겨진 금액에 상당하는 수준으로 거래되고 있는 것 같다.
사이고 다카모리가 죽은지 50년이 지난 1927년(쇼와 2년) 「난슈 옹 50년제 기념」(南洲翁五拾年祭記念) 사이고사쓰, 라는 기념 복제품이 발행되었는데, 여기에는 종이로 만든 것과 천으로 만든 것이 있었다.
일본의 소설가 마쓰모토 세이초는 1951년 「주간 아사히」에서 공모한 '백만 인의 소설'에서 이 사이고사쓰를 모티브로 한 동명의 단편소설로서 소설가로 데뷔하였는데, 이 소설은 공모전에 응모한 992편의 소설 가운데 3등으로 꼽혔다고 한다(원래는 1등이었지만 세이초 자신이 아사히 신문사의 직원이었으므로 3등으로 밀려난 것이라고).